# 孔弗盧恩西亞縣

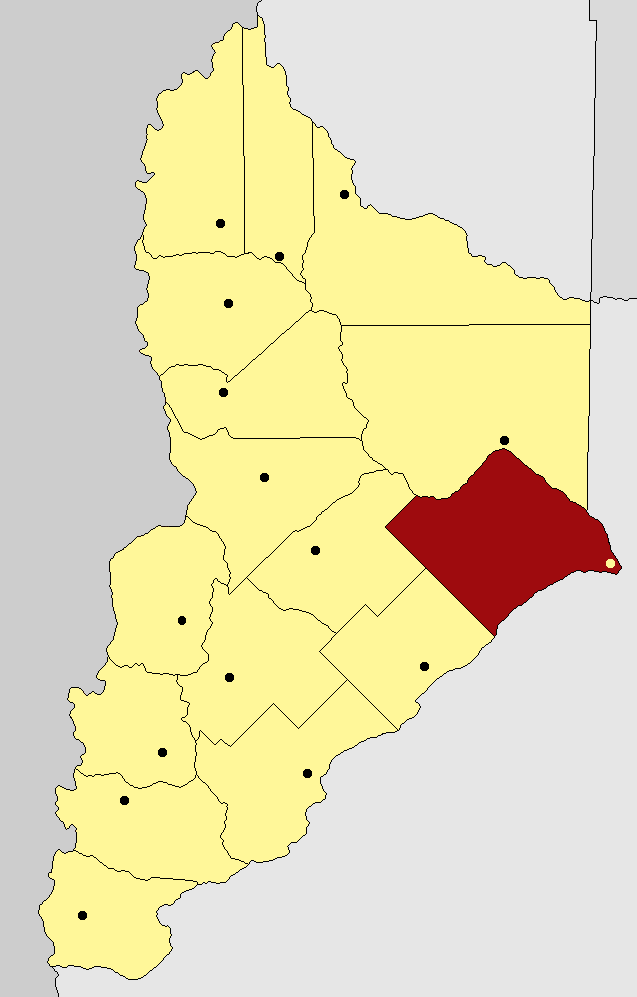

孔弗盧恩西亞縣（西班牙語：Departamento Confluencia），是阿根廷的縣份，位於該國西部內烏肯省，首府設於內烏肯，東面是內格羅河省，面積7,352平方公里，2010年人口362,673，人口密度每平方公里49.3人。
38°57′05″S 68°03′33″W / 38.95139°S 68.05917°W